# Русокастро
Русокастро (болг. Русокастро) — село в Бургасской области Болгарии. Входит в состав общины Камено. Находится примерно в 15 км к юго-западу от центра города Камено и примерно в 24 км к западу от центра города Бургас. По данным переписи населения 2011 года, в селе  проживало 1183 человека.

## Население
| Год     | 1934 | 1946 | 1956 | 1965 | 1975 | 1985 | 1992 | 2001 | 2011 |
| ------- | ---- | ---- | ---- | ---- | ---- | ---- | ---- | ---- | ---- |
| Жителей | 1799 | 2047 | 2090 | 2214 | 2059 | 1600 | 1362 | 1312 | 1183 |

| Национальность | Человек | Процент |
| -------------- | ------- | ------- |
| болгары        | 1032    | 89,74%  |
| турки          | 75      | 6,52%   |
| цыгане         | 41      | 3,57%   |
| Всего ответов  | 1150    |         |

|  |